# Євро-Середземноморська парламентська асамблея
Євро-Середземноморська парламентська асамблея (англ. Euro-Mediterranean Parliamentary Assembly, EMPA) – регіональна міжпарламентська організація, створена для забезпечення  багатосторонніх міжнародних відносин між парламентами країн Середземномор’я (Європейсько-середземноморського партнерства) на договірній основі з метою реалізації Барселонського процесу. 

## Історія створення
Для забезпечення парламентської основи Європейсько-середземноморського партнерства, в Брюсселі у жовтні 1998 року був проведений Європейсько-середземноморський парламентський форум. В Форумі взяли участь делегати від Європейського парламенту та національних парламентів країн-членів ЄС та країн-партнерів Південного Середземномор'я.
Перетворення Форуму в Євро-Середземноморську Парламентську Асамблею було запропоновано в резолюції Європарламенту та схвалено п'ятою Європейсько-середземноморською конференцією міністрів закордонних справ (Валенсія, квітень 2002 р.).
Євро-Середземноморська парламентська асамблея була створена в Неаполі 3 грудня 2003 року за рішенням Конференції міністрів Європейсько-середземноморського партнерства. Асамблея розпочала свою роботу в Афінах 22 і 23 березня 2004 року. Перше його бюро складалося з президентів Єгипетських народних зборів, Європейського парламенту, палати депутатів Тунісу та парламенту Греції.
На шостому пленарному засіданні, яке відбулося в Аммані (Йорданія) в березні 2010 року, назва "Європейська та середземноморська парламентська асамблея" (Euro-Mediterranean Parliamentary Assembly, EMPA) була змінена на Parliamentary Assembly of the Union for the Mediterranean, PA-UfM.

## Цілі та функції EMPA
EMPA є міжпарламентською організацією, створеною для забезпечення реалізації Барселонського процесу, яка виконувала консультативну роль, зокрема:
- Забезпечувала парламентський вимір, внесок та підтримку у консолідації та розвитку Європейсько-середземноморського партнерства;
- Висловлює свої погляди на всі питання, пов'язані з Партнерством, включаючи здійснення угод про асоціацію.
- Приймає резолюції або рекомендації, які не є юридично обов'язковими, адресовані до Європейсько-середземноморської конференції.

Парламентська асамблея Середземномор'я є форумом, на якому парламенти регіону об'єднуються і діють, щоб досягти цих спільних цілей, спрямованих на створення найкращого політичного, соціального, економічного та культурного середовища та умов для співгромадян держав-членів.
PAM - регіональна міждержавна організація, спостерігач на Генеральної Асамблеї Організації Об'єднаних Націй, мала особливий міжнародний юридичний статус. Асамблея відіграє фундаментальну роль як організація, чия діяльність міцно коріється як додатковий актив до роботи інших регіональних та міжнародних органів, доручених забезпеченню відповідальності за зміцнення безпеки, стабільності та миру в Середземномор'ї.
За короткий період, ПАМ зарекомендував себе як головний учасник парламентської дипломатії в регіоні, а його прихильність до основоположних принципів та її Статуту гарантується постійною підтримкою всіх її парламентів-членів.
Через ПАМ зміцнюється політичний діалог та взаєморозуміння між державами-членами та їхніми громадянами, і це досягається, зокрема:
- Заохочення та зміцнення довіри між середземноморськими державами;
- Гарантування регіональної безпеки, стабільності та сприяння миру;
- Консолідація зусиль країн Середземномор'я;
- Представляти свої думки та рекомендації національним парламентам та урядам, регіональним організаціям та міжнародним форумам.

Засідання проводилися щонайменше один раз на рік.

## Комітети
Асамблея складалася з чотирьох комітетів і одного "спеціального" комітету (кожний з яких складається з 80 членів та чотирьох членів Бюро):
- Комітет з політичних питань, безпеки та прав людини;
- Комітет з економічних, фінансових та соціальних питань та освіти;
- Комітет з питань сприяння якості життя, людських обмінів та культури.
- Комітет з прав жінок
- Спеціальний комітет з питань енергетики та навколишнього середовища

## Членство
EMPA складається з 240 членів, з яких 120 осіб представляють європейські країни (75 - від національних парламентів Європейського Союзу та 45 від Європейського парламенту), 120 осіб - від національних парламентів інших країн Середземноморського партнерства.
EMPA складається з парламентаріїв, призначених:
- національними парламентами держав-членів Європейського Союзу;
- національними парламентами десяти середземноморських партнерів: Алжиру, Єгипту, Йорданії, Ізраїлю, Лівану, Марокко, Палестинською національною радою;[2] Сирії, Тунісу і Туреччини;
- Європейським парламентом.

### Члени EMPA
| Албанія Алжир Андорра Боснія і Герцеговина Греція Єгипет Ізраїль Італія Йорданія Кіпр | Ліван Лівія Мавританія Північна Македонія Мальта Марокко Монако Палестина Португалія Румунія | Сербія Словенія Сирія Словенія Туніс Туреччина Франція Хорватія Чорногорія |

### Асоційовані держави та організації-партнери
- Суверенний військовий Орден Госпітальєрів Святого Івана Єрусалимського, лицарів Родосу і Мальти  (англ. Sovereign Military Order of Malta);
- Ватикан

### Спостерігічі
- Арабський міжпарламентський союз (англ. Arab Inter-Parliamentary Union);
- Підготовча комісія Організації з повної заборони ядерних випробувань (англ. Preparatory Commission for the comprehensive nuclear-Test-Ban Treaty Organisation, CTBTO Prep Com) [Архівовано 13 травня 2022 у Wayback Machine.];
- Європейсько-середземноморський університет, (Піран, Словенія) (англ. Euro-Mediterranean University of Slovenia, EMUNI University) [Архівовано 13 травня 2022 у Wayback Machine.]
- Середземноморський фонд (італ. Fondazione Mediterraneo) [Архівовано 2 лютого 2022 у Wayback Machine.];
- Ліга арабських держав (англ. League of Arab States);
- Консультативна рада Арабського Магрібського Союзу (англ. Maghreb Consultative Council of the Arab Maghreb Union);
- Фонд громадянської асамблеї Середземномор'я (англ. Mediterranean Citizens Assembly Foundation, MCAF) [Архівовано 7 вересня 2017 у Wayback Machine.];
- Асоціація регуляторів середземноморської енергетики (Mediterranean Energy Regulators, MEDREG) [Архівовано 5 січня 2019 у Wayback Machine.];
- Парламентська асамблея Організації Чорноморського економічного співробітництва  (англ. Parliamentary Assembly of the Organization of the Black Sea Economic Cooperation PABSEC);
- Парламентський союз країн – членів Організації Ісламська конференція (англ. Parliamentary Union of the OIC Member States);
- Організація Об'єднаних Націй з питань освіти, науки і культури, ЮНЕСКО (англ. United Nations Educational, Scientific and Cultural Organization, UNESCO);
- Всесвітня метеорологічна організація (англ. World Meteorological Organisation, WMO).